# ネスレ日本
ネスレ日本株式会社（ネスレにっぽん、ネスレにほん）は、スイスのヴヴェイにある売上高世界最大の食品メーカー、ネスレ（Nestlé S.A.）の日本法人である。本社は兵庫県神戸市中央区に所在。
日本ではコーヒーが主力商品だが、菓子やパスタ類なども扱っている。
2023年に創業110周年を迎えた。

## 概要
ネスレ・アングロ・スイス煉乳会社（ネスレの前身で1866年に創立）のロンドン極東輸出部が1913年、横浜市に日本法人（支店）を開設し、1922年に神戸市に移転する。
以前は英語読みでネッスルと表記していたが、1994年からスイスに4つある公用語のうちの2つであるフランス語とドイツ語の読み方のネスレに変更した。Nestleは、Nestが鳥の巣、語尾の-leは、アレマン（スイス・オーストリアのフォラールベルク・ドイツのシュヴァーベン）系の縮小語尾で、ネストレと発音し「小さな巣」を意味するドイツ語である。社名のNestléの語尾アクセント記号は、フランス語でも語尾をle-「レ」と発音させるためである。フランス語で「鳥の巣」はnid d'oiseauで、Nestleのフランス語訳はpetit nidである。ドイツのシュヴァーベン地方の出身の祖先を持つ創立者のアンリ･ネスレは1814年8月10日にフランクフルトで生まれ、Heinrich Nestleと名付けられた。1839年にフランス語圏スイスに移住し、Henri Nestléと改名して会社を設立した。当初は植物油脂由来の肥料や液体ガスを製造していたが思わしくなく乳児用粉ミルク製造を始めたのが現在のネストレ/ネスレの基盤となった。
労働組合はネッスル日本労働組合（第一組合、全国労働組合総連合傘下）とネスレ日本労働組合（第二組合、日本労働組合総連合会傘下）の2つがある。
2021年6月17日より、食品ロス削減を目的とした無人販売機「みんなが笑顔になる 食品ロス削減ボックス」の運用を始めた。

## 代表的な商品

### 飲料
ネスカフェシリーズ
- レギュラーソリュブルコーヒー（インスタントコーヒー）
  - ネスカフェ・エクセラ（同ブランドの主力商品。2013年（平成25年）9月のリニューアル以降より製法が大幅に変更され、定義上、インスタントコーヒーからレギュラーソリュブルコーヒーに変更となった）
  - ネスカフェ・プレジデント（プレミアム系商品。2011年（平成23年）10月のリニューアル以降より製法が大幅に変更されたため定義上、インスタントコーヒーからレギュラーソリュブルコーヒーに変更。2015年7月の製造分を以って製造終了、後述するネスカフェ・香味焙煎に統合される形で一度販売終了となったが、2016年3月にギフト向け限定で、同年9月に一般向けに再発売された）
  - ネスカフェ・ゴールドブレンド（ネスカフェ・エクセラと並ぶ同社のもう一つの主力商品。2013年9月のリニューアル以降より製法が大幅に変更され、定義上、インスタントコーヒーからレギュラーソリュブルコーヒーに変更となった）
  - ネスカフェ・香味焙煎（2005年9月より販売開始。当初はゴールドブレンドから独立した準プレミアムブランドだったが先述のネスカフェ・プレジデントのブランド終了に伴い事実上、日本国内におけるネスカフェシリーズのプレミアムブランドに昇格した。2010年（平成22年）9月のリニューアル以降より製法が大幅に変更されたため定義上、インスタントコーヒーからレギュラーソリュブルコーヒーに変更となった）
- 缶コーヒー（ボトル缶を含む。2000年にUCC上島珈琲から自販機事業を引き継いだ[7]が大幅に事業を縮小しており、後に大塚食品（旧大塚ベバレジ）と発売・販売提携を結んで主に大塚食品の自販機での販売がメインとなった。最終的に大塚食品側から販売委託契約の解除を打診[注 1]されたため自販機事業は撤退することとなった[8]）
※2015年3月現在のラインアップ
  - ネスカフェ・エクセラ 超微糖
  - ネスカフェ・エクセラ カフェラテ
  - ネスカフェ・ゴールドブレンド 微糖
- ボトルコーヒー（ペットボトル入りコーヒー）
  - ネスカフェ・エクセラシリーズ
    - ネスカフェ・エクセラ北海道の牧場カフェオレ カロリーオフ

  - ネスカフェ・NOTクリアテイストシリーズ
  - ネスカフェ・生豆ブレンド 微糖
- ネスカフェ・珈琲の恵み 生豆茶

スターバックス
- スターバックス レギュラーコーヒー
- スターバックス オリガミ（ハンディドリップタイプ・レギュラーコーヒー）
- スターバックス ギフト（ハンディドリップタイプ・レギュラーコーヒー贈答品）
- スターバックス プレミアム ミックス（インスタントコーヒーミックス）
- スターバックス ネスカフェ ドルチェ グスト専用コーヒーカプセル
- スターバックス ネスプレッソ専用コーヒーカプセル
- スターバックス プレミアム ソリュブル（インスタントコーヒー）
  - 上記の製品は全て、個人向けのみのライセンス販売となる。なお、2019年12月以前は個人向けレギュラーコーヒーとオリガミのみ、同業の味の素AGFが日本国内におけるライセンス販売を担当していた。

クレマトップ
ブライト
コーヒーマシン（コーヒーメーカー）
- ネスプレッソ（カプセル式エスプレッソコーヒーマシン）
- ネスカフェ ドルチェ グスト（カプセル式コーヒーマシン。7&iグループ店舗・一部の総合スーパー・家電量販店で販売）
- ネスカフェ ゴールドブレンド バリスタ（旧ネスカフェ バリスタ）

ティーマシン（ティーメーカー）
- ネスレ スペシャル.T マシン（カプセル式ティーマシン）

ネスレ・ミロ
ネスレ・ニド
ネスクイック（粉末ココア）
ネスレプロフェショナル
- ネスティー（紅茶）

ネスレ・ミルクメイド（エバミルク（無糖練乳））
イーグル（加糖練乳 東海地区以西において発売。沖縄県では「ワシミルク」と呼ばれて親しまれている）
ミネラルウォーター
- バルヴェール
- ヴィッテル（日本市場ではポッカサッポロフード&ビバレッジが併売。かつてはサントリーフーズで販売されていた）
- ペリエ（1992年にペリエ社を買収、日本市場ではポッカサッポロフード&ビバレッジが併売。かつてはサントリーフーズで販売されていた）
- サンペレグリノ（1998年に買収）
- パンナ
- コントレックス（日本市場ではポッカサッポロフード&ビバレッジが併売。かつてはサントリーフーズで販売されていた）
- こんこん湧水（1998年 - 2006年）

### 食品・調味料
マギー・ブイヨン
マギー・カレーリッチ
LC1（ヨーグルト）
日本では雪印メグミルクが製造。2000年代前半に牛乳配達専売品となる）

#### 菓子類
- キットカット（かつてはネスレコンフェクショナリー・不二家が販売していた）
- クランチ
- エアロ
- アフターエイト
- ネスレ ウォンカ（映画「チャーリーとチョコレート工場」に登場する架空のチョコレートを商品化したもの、2018年で製造終了）

### ペットフード
ピュリナ（ペットフード）

### 濃厚流動食・栄養補助食品
- アイソカル
- アイソカルサポート
- ペプタメン
- アルジネード
- インパクト
- リソース
- メディエフ
- アクアソリタ

## 日本未発売品
- アイスクリーム（アジア・欧州・中南米など）：Drumstick Mega、Maxibon Heavenなどのバニラアイス商品。
  - アイスクリーム商品も国によってはニックネームが付けられている。全世界の70％で販売されている。
- かつて日本では、セブン-イレブンのみの販売で「キットカットコーンアイス」が日本最初のアイスクリーム販売があった。
- ネスレ・シンガポール社で販売されているアイスクリームについてはすべてが隣国マレーシアからの輸入品である。
- Nestle - 下記以外の国ではICE CREAM NestleまたはHELADOS Nestle。中国語は雀巢冰淇淋。
- Camy（スペイン）
- Motta（イタリア）
- Scholler（ドイツ・ハンガリー）
- Savory（チリ）
- Frigor（アルゼンチン）
- Frisco（スイス）
- Peters（オーストラリア/ただし西オーストラリア州ではネスレブランドのまま）
- コーンフレーク（1980年代後半には日本でも「ネッスルの朝ごはん」として発売していた）
- スマートリーズ
- Nescau
- KLIM
- NIDO（以前は日本でも販売していたが、クレマトップへ統合された）
- Nescare（ベビーケア用品）

## 阪神・淡路大震災の被害
1995年1月17日午前5時46分に震度7を記録した兵庫県南部地震（阪神・淡路大震災）により、震源に近かった神戸の本社や周辺の建物が倒壊したことで、本社機能が壊滅的な被害を受けてしまった。そのため本社機能は、一時的に姫路工場や淡路島の工場、大阪支店・東京支店などに分散して移されたが、その後神戸市東灘区の六甲アイランドに集約された。三宮地区の再開発計画に併せて旧本社ビルは解体され、1999年2月に「三宮ビル南館」として耐震設計に新築された（設計・施工は竹中工務店、管理は森本倉庫株式会社）。1999年春から、ネスレ日本も「ネスレハウス」として新本社を開設し、入居している。

## 事業所

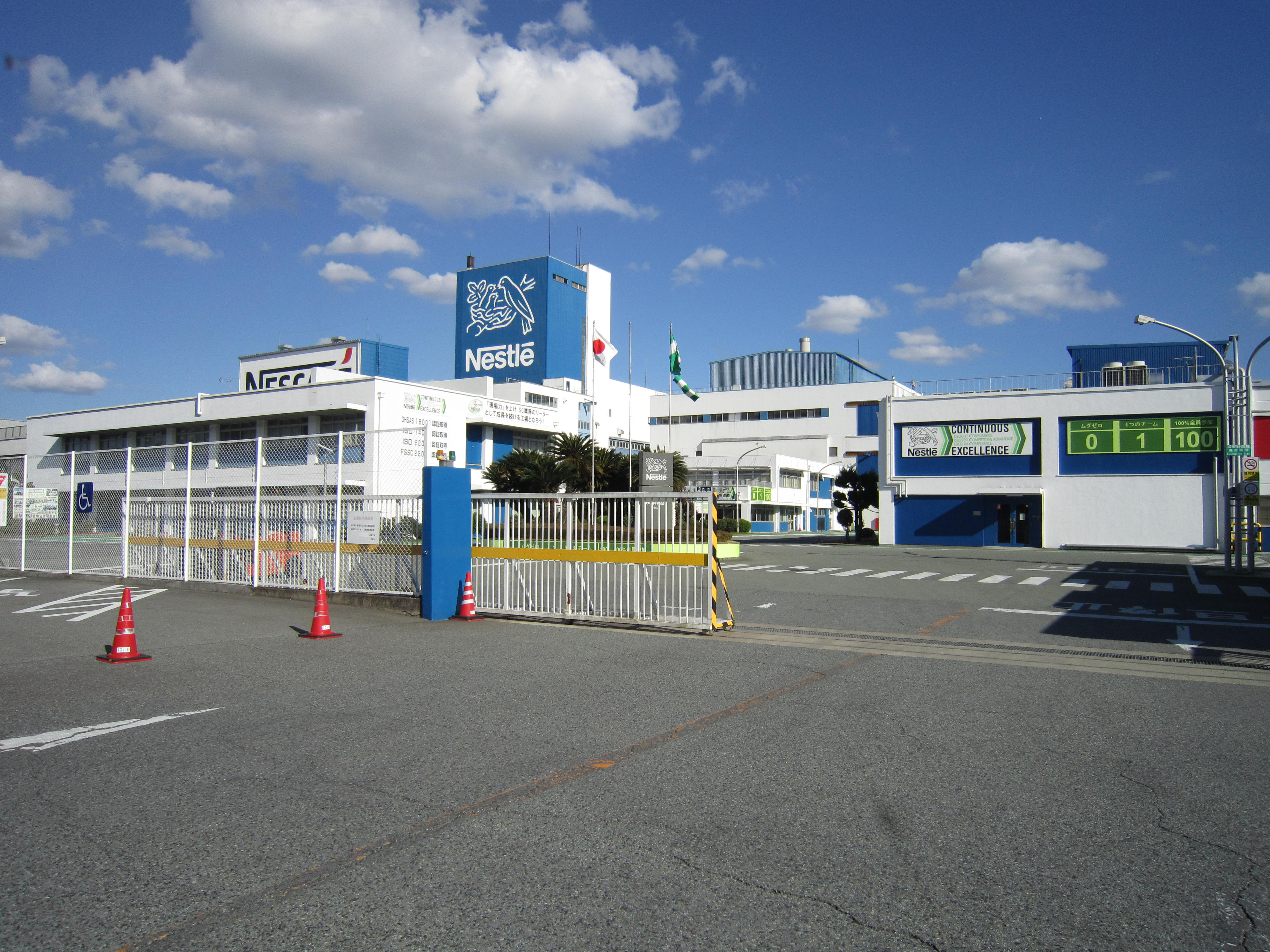
ネスレ日本姫路工場

- 本店・神戸本社（通称：ネスレハウス）：神戸市中央区御幸通7-1-15 三宮ビル南館内
- 東京コマーシャルオフィス：東京都品川区東品川2-2-20 天王洲オーシャンスクエア
- 姫路工場：兵庫県姫路市香寺町犬飼字川原野869-8

(レギュラーソリュブルコーヒー等を製造)
- 島田工場：静岡県島田市細島字寺久保1700
- 霞ヶ浦工場：茨城県稲敷市神宮寺迎山1751

(ペットボトル飲料・キットカット等を製造)
- その他事業所の一覧は、公式サイトの住所一覧を参照のこと。

## 関連会社
- ネスレコンフェクショナリー株式会社（神戸市中央区：菓子・チョコレートの輸入・販売） - 2009年12月末に吸収合併。
- ネスレニュートリション株式会社（東京都品川区：医療用栄養食品等の製造・販売）
- ネスレピュリナペットケア株式会社（神戸市中央区：ペットフード及び用品の販売）※2009年12月末に吸収合併。
- ネスレマニュファクチャリング株式会社（神戸市中央区：製造部門）
- ネスレネスプレッソ株式会社（東京都港区：エスプレッソコーヒーおよび関連商品の販売）

## テレビ番組
- 日経スペシャル カンブリア宮殿 ジャパンミラクルで大躍進! 外資系食品企業のイノベーション戦略（2017年9月28日、テレビ東京）[9]。

## CMソング
- 淀川長治が映画解説を務めていた頃の『日曜洋画劇場』より続くネスカフェ・ゴールドブレンドシリーズのCMソングは歌手の伊集加代子が歌い、当初のタイトルは「めざめ（目覚め）」だった。後に歌詞がスキャットであることにちなむ通称、「DABADA」が正式なタイトルとなった。過去には小野リサや白鳥英美子、EPOや石川さゆりも同曲を歌っていた。但し、小田和正がCMに出演していた時は小田の曲が掛けられた。
- 広島のラジオCMでは、「北別府には達川。コーヒーにはブライト。広島のおばちゃん、覚えてや〜」というCMが流れている。
- 1970年代には、『やさしく歌って』の曲に乗せてマデリン・ベル（英語版）がネスカフェのCMソングを歌っていた。

## テレビ・スポンサード番組
テレビ創成期の頃から数多くの提供番組を抱え、ピークの時には1週間で10番組提供していたこともあったが、2007年秋以降レギュラー提供は激減し、新商品が発売された直後にスポットを流す程度に縮小されている。
主力製品である「ネスカフェ・エクセラ」が世界では60秒以上のテレビCMを作っているのに対して、日本国内では番組の性質上、タイム提供での収入に限界が生じて、スポットセールスの方が収入は増えてしまう最近のテレビ業界事情が絡んでいると見られる。このため、ネスレ日本では「ネスカフェ・エクセラ」のテレビCMを取りやめて、ネスレ日本のホームページ上で季節ごとに異なる特別配信のスペシャルサイトを設置している。

### 主な提供番組

#### 現在
- TOYOTAクラブワールドカップ中継・関連番組（『ZERO SPORTS』『Going!』及び中継事前番組）

日本テレビ。2012年度開催分より提供。冠筆頭のトヨタ以外は不定期枠での提供。60秒での筆頭提供だが中身はインフォマーシャルが中心。
- フィギュアスケート中継・関連番組（テレビ朝日系列版）

テレビ朝日。2012年度実施分より複数社筆頭提供の一社として順次提供を実施（提供当初はPT扱い）。なお、こちらもCMの中身はインフォマーシャルを中心に放送。
- 原宿ブックカフェ

BSフジ。当社による一社提供の情報トークバラエティ番組。
- 片山晋呉インビテーショナルネスレ日本マッチプレー選手権

BS-TBS。2014年より冠主催。2015年はレクサス杯が加わり、当社とトヨタ自動車の事実上2社共同冠協賛となる
- めざまし8

フジテレビ。2022年4月から提供開始。フジテレビのテレビ番組の提供は久しぶりの提供。定時番組の提供もテレビ、ラジオを通じて久しぶりだった。
- サンデーLIVE!!→グッド!モーニング日曜日版

テレビ朝日・ABCテレビ・名古屋テレビの共同制作で、2024年4月から提供開始。

#### 過去
- 日曜洋画劇場

テレビ朝日。番組開始から1997年9月までは60秒×3→1997年10月から2002年9月までは60秒×2→2002年10月から2005年9月は60秒。2005年9月に提供を途中降板。
- 特捜最前線

テレビ朝日。主演の二谷英明がCMに出演。劇中でもネスレの商品が使用されていた。複数社の一社。
- テレビ県民室

秋田放送、秋田ローカル。
- 必殺シリーズ

ABC。腸捻転時代までの筆頭スポンサーの一社。腸捻転解消後はスペシャル番組を中心に提供していた。
- クイズタイムショック

テレビ朝日。第1期の田宮二郎・山口崇時代のスポンサー。放送当時、出場者の参加お土産品（チャレンジャー賞・トップ賞共）でもあった。番組終了の少し前に提供を降板。
- 関西テレビ制作・火曜夜10時枠の連続ドラマ

一時期の提供。複数社の一社。筆頭時代もあった。放送当時、同枠の特番やフジテレビ制作の特番も含む。
- ズームイン!!朝!

日本テレビ。番組開始から番組終了までの7時台前半枠複数社提供。30秒・隔日。
- 天才・たけしの元気が出るテレビ!!

日本テレビ。番組開始から1990年頃まで。30秒×2。
- TBS系土曜夜9時枠のドラマ（主にGメン75など。）→ザ・サスペンス→土曜ドラマスペシャル→ドラマチック22→ブロードキャスター

TBS。30秒×2。複数社提供の一社・「ブロードキャスター」放送中の途中で提供を降板。
- フジテレビ水曜21時枠

主に水曜ドラマシリーズ→平岩弓枝ドラマシリーズ→夜のヒットスタジオDELUXE→夜のヒットスタジオSUPER→邦ちゃんのやまだかつてないテレビ→SOUND ARENA
- MJ -MUSIC JOURNAL-
- 金曜エンタテイメント

フジテレビ。一部の地域を除く。複数社提供の一社・30秒×2。途中で提供を降板。
- 東海テレビ制作昼ドラマ

フジテレビ系・複数社提供の一社。隔日・30秒。1970年代後半 - 1990年代前半。
- 愛の劇場

TBS。花王一社提供前、ABC制作→TBS制作時代の複数社の1社および、花王一社提供時代のヒッチハイク。隔日・30秒。
- TBS木曜9時枠の連続ドラマ

TBS系・複数社提供の一社。30秒×2。1989年10月 - 2005年3月。
- NTV紅白歌のベストテン→ザ・トップテン→歌のトップテン（トップテンシリーズ）

日本テレビ系。冬期（10月 - 3月）の間に提供。視聴者プレゼントの懸賞もあった。30秒×2
- 世界料理大賞

日本テレビ系。1983年と1988年の2時間スペシャル番組。1983年は日テレの開局30周年とネスレの創業80周年、1988年は日テレの開局35周年とネスレの創業85周年を記念して放送。「ネッスルスペシャル」としてネスレの一社提供。
- 日曜洋画劇場（テレビ愛媛版）

愛媛朝日テレビ開局前の1995年3月26日で放送終了。60秒×2。
- わくわく動物ランド

TBS系。グリコ協同乳業降板後：ケンタッキーフライドチキン提供加入前までの一時期。30秒×2。
- 月曜ドラマ・イン

テレビ朝日系。30秒×2。
- 木曜ドラマ

テレビ朝日系。30秒×2。1999年頃 - 2002年9月まで
- ダウンタウンのごっつええ感じ

フジテレビ系。30秒×2。
- 読売テレビ制作木曜21時枠のドラマ→読売テレビ制作月曜22時枠

一時期の提供。30秒×2。
- THE夜もヒッパレ

日本テレビ。初期（『夜もヒッパレ一生けんめい。』時代、大塚化学と隔週で提供。30秒）
- スーパーサッカー

TBS系。単独提供時代。
- ダイビングクイズ

毎日放送制作・NETテレビ系にて放送の後期筆頭スポンサー。
- テレビスター劇場

毎日放送制作・NETテレビ系にて複数社提供の一社。
- クイズ世界に挑戦!

毎日放送制作・TBS系にて放送の後期筆頭スポンサー。
- 火曜劇場→火曜サスペンス劇場

日本テレビ。番組開始 - 1990年代前半までの複数社提供の一社。30秒×2。
- 月曜ドラマスペシャル

TBS系。30秒
- ミュージックステーション

テレビ朝日。複数社提供スポンサー。スポンサー読みでは「ネッスル日本」と読み上げていた。
- ポカポカ地球家族

テレビ朝日。単独提供スポンサー・のちにサブスポンサーとなるが、終盤に降板。当初は「ネスレ」名義であったが、途中「ネスカフェ」名義に変わる。
- 輝く!日本レコード大賞

TBS。1990年から2003年までの筆頭スポンサー。2008年は「NESCAFE」として各社提供。
- NESCAFE GOLDBLEND INNER SKETCHES

同社提供のFMラジオのコーナー番組。2007年9月までJ-WAVEとFM802で放送されていた。
- 夜のドラマハウス（一社提供）

ニッポン放送制作
- どっちの料理ショー

読売テレビ制作・日本テレビ系。
- 日曜ビッグスペシャル（テレビ東京）

ヒッチハイク。30秒。放送開始ごろ - 1990年代。
- SAMBA・TV（TBS）

20世紀の名番組丸ごと大集合内のクイズダービー。大筆頭のロート製薬と2社共同による提供。60秒。
- まちドラ〜東京OL処世術〜（TBS）

関東ローカル。4年ぶりのテレビ番組提供だった。この番組から「ネスレ日本」のスポンサー読みが復活した。
- 原宿ネストカフェ

TBS。2012年10月7日から毎週日曜未明の放送で、複数社提供での筆頭協賛。
- LIVE MONSTER

日本テレビ。2013年10月6日放送分よりそれまでのKDDIに代わって筆頭スポンサーに（2014年3月末で降板）。
- どうぶつ奇想天外!（TBS）
- 日経スペシャル カンブリア宮殿

テレビ東京。2017年4月より複数社提供の一社として提供開始（2018年3月末で降板）。
この他、グループ会社のネスレコンフェクショナリーが2008年1月 - 3月の「鹿男あをによし」のヒッチハイクで60秒（30秒×2）流していた。その後はNESCAFEによるクレジットでスペシャル番組などに提供していた時期もあった。
- ネスカフェ香味焙煎 presents Lifetime with Coffee〜（TOKYO FM、一社提供）

2020年12月 - 2021年7月。ネスカフェ香味焙煎名義、FM大阪でも放送。

## 不祥事

### 労働問題
1982年から83年にかけて会社が御用組合「ネスレ日本労働組合」を作り、従わない社員に遠隔配転や解雇などの弱体化工作を行なったために第一組合「ネッスル日本労働組合」が分裂。300人いた「ネッスル日本―」側は6人にまで減少。訴訟や労働局への申し立ては100件を越し、その全てで会社側は敗訴・命令を受けた。
- 1993年から1994年にかけて霞ヶ浦工場で発生した組合活動を巡る「暴行事件」を理由として、従業員2名を事件から7年後の2001年になってからこれを理由として諭旨解雇とする人事を行った（2名は退職に応じなかったために懲戒解雇された）この人事について訴訟が提起され、2006年10月6日、最高裁判所は「本件各事件から7年以上経過した後にされた本件諭旨退職処分は、原審が事実を確定していない本件各事件以外の懲戒解雇事由について被上告人が主張するとおりの事実が存在すると仮定しても、処分時点において企業秩序維持の観点からそのような重い懲戒処分を必要とする客観的に合理的な理由を欠くものといわざるを得ず、社会通念上相当なものとして是認することはできない。そうすると、本件諭旨退職処分は権利の濫用として無効というべきであり、本件諭旨退職処分による懲戒解雇はその効力を生じないというべきである」として社の主張を退けた[10]。解雇処分とされていた2名は10月末から職場に復帰した。
- 2003年5月、姫路工場において部門の閉鎖に伴い、ネスレ日本は従業員に対し転勤か辞職を通告。しかし、うち2人は家族の介護のため、いずれも受け入れられないとして神戸地方裁判所に提訴し、結果従業員側が勝訴[11]。2006年4月14日、大阪高裁は同じく従業員側勝訴の判決を下した[12]。会社側は最高裁に上告。2008年4月18日、会社側の上告を棄却する決定を出し、従業員側の勝訴が確定した[13]。しかし、原告の従業員2人は4日後の4月22日に職場復帰したものの、その後1人は退職、またもう1人も休職している。

「ネッスル日本労組」は経済協力開発機構にも「OECD多国籍企業行動指針」に基づき不当労働行為の申し立てを行ない、2013年10月1日、「会社は判決・命令を真摯に受け止め」「人権侵害、いじめなどの疑いが持たれる可能性のある行為がないように努める」との内容で労使が和解。